# Liviu Floricel
Liviu Mihai Floricel (sinh ngày 30 tháng 7 năm 1987) là một cầu thủ bóng đá người România, thi đấu cho đội bóng Liga III FCM Alexandria.